# Jörg Büchner
Jörg Büchner (* 27. März 1942 in Halle (Saale)) ist ein deutscher Politiker (DVU). Er war von 1998 bis 2002 Mitglied im Landtag Sachsen-Anhalt.

## Ausbildung und Leben
Jörg Büchner besuchte 1948 bis 1956 die Grundschule in Halle und machte anschließend eine Ausbildung zum Schreiner. 1959 bis 1962 war er als Schreiner tätig. 1962 bis 1963 leistete er Wehrdienst als Soldat in der NVA. 1964 bis 1966 machte er eine Ausbildung zum Fachkellner mit Abschluss und 1966 bis 1967 eine Ausbildung zum Gaststättenleiter. 1967 bis 1990 war er als Fachkellner tätig. 1991 bis 1992 machte er im Rehmen einer ABM eine Ausbildung zum Hotelkaufmann und war 1992 bis 1996 als Buffetleiter tätig.
1958 bis 1959 war er als politisch Verfolgter inhaftiert. Die strafrechtliche Rehabilitation erfolgte 1996. Das Gericht stellte fest, dass die Freiheitsstrafe zu Unrecht verhängt worden ist. 1966 bis 1980 war Jörg Büchner Inoffizieller Mitarbeiter des Ministeriums für Staatssicherheit.
Jörg Büchner ist geschieden.

## Politik
Jörg Büchner war 1976 bis 1985 Mitglied der NDPD. 1992 trat er in die DVU ein und war 1997 stellvertretender Kreisvorsitzender in Halle. Er wurde bei der Landtagswahl in Sachsen-Anhalt 1998 über die Landesliste in den Landtag gewählt. Ab Februar 1999 war er fraktionslos und September 1999 bis Januar 2000 Gast der DVU-Fraktion. Seit dem 14. Februar 2000 war er Mitglied der Fraktion Deutsche Volksunion-Freiheitliche Liste, die sich im März 2001 in Fraktion Deutsche Volksunion umbenannte. Seit Februar 2001 war er stellvertretender Vorsitzender dieser Fraktion. Im Landtag war er Mitglied im Ausschuss für Wirtschaft, Technologie und Europaangelegenheiten, im Ausschuss für Kultur und Medien und im Ausschuss für Gleichstellung, Kinder, Jugend und Sport.